# 田村泰次郎
田村 泰次郎（たむら たいじろう、1911年11月30日 - 1983年11月2日）は、日本の小説家である。三重県三重郡富田村（現・四日市市富田）出身。早稲田大学在学中より小説を多く書いたが、応召して中国を転戦。戦中の経験に基づく独特の生命観に裏打ちされた「肉体派作家」として熱狂的に支持された。

## 来歴・人物
高知県出身の中学教師である父親と、京都府出身の母親のもとに生まれる。母親は文章や歌を書くことが好きな人だった。11歳上の姉と5歳上の兄がおり、姉も文学好きだった。父親が校長を務めていた四日市の旧制富田中学（現三重県立四日市高等学校）を経て、1929年第二早稲田高等学院に入学。1931年早稲田大学文学部仏文科に進学した。
ジェームス・ジョイスに傾倒し、在学中に初めての小説を学内の雑誌に発表。同人雑誌「東京派」「新科学的文芸」「桜」などに小説や評論を発表。三田文学に評論を書いたりもした。絵と剣道も得意だった。絵画愛好会のチャーチル会に所属し、展覧会もしていた。同会には、藤山愛一郎や石川達三もいた。
1934年（昭和9年）大学を卒業。卒業後は作家を目指し、小説のネタを探して当時住んでいた新宿を毎日歩き回った。小説「選手」によって文壇に登場、以後めざましい活動をし文壇に確固たる地歩を固める。
1940年（昭和15年）応召。敗戦まで中国大陸を転戦し、1946年復員（当時の経験は尾西康充が『田村泰次郎の戦争文学-中国山西省での従軍体験から』（笠間書院）にて、現地調査を実施してまとめている）。一時期、四日市の実家に住むも間もなく上京。洲之内徹とは中国時代からの友人であり、上京を勧めた。
1947年（昭和22年）『群像』3月号に『肉体の門』を発表、同年5月に風雪社から単行本として出版されると、120万部を超えるベストセラーになる。同年10月、同作が劇団空気座によって舞台化され、上演1000回を超えるロングラン公演となった。翌年、同作は東宝により映画化された。
美術マニアでもあり、美術評論家連盟に所属し、美術品の収集家としても知られた。1951年、美術評論家連盟理事に就任。1953年、日本文芸家協会理事に就任。1959年から1961年頃まで画廊「現代画廊」を経営していたが、後に経営を洲之内に託している。1967年脳血栓で倒れ、これ以降ほとんど執筆をしなくなる。1981年再び脳血栓で倒れ、糖尿病も併発する。
1983年11月2日、心筋梗塞のため東京警察病院で死去。71歳没。墓所は所沢市所沢聖地霊園。

## 著書
- 強い男 昭和書房 1940年 復刊・ゆまに書房から
- 学生の情熱 明石書房 1941年
- 銃について 高山書院 1941年
- 肉体の悪魔（1946年）のち講談社文芸文庫、「肉体の門・肉体の悪魔」新潮文庫
- 肉体の門 風雪社 1947年5月 のち新潮文庫、角川文庫、ちくま文庫
- 春婦伝（銀座出版社 1947年5月）のち春陽文庫
- 狩られる女 草野書房 1947年11月
- 大学の門（イヴニングスター社 1947年）
- 不良少女（文京出版 1947年）
- 大學 美和書房 1947年4月
- 入道雲 鎌倉書房 1948年
- 女しゃべる 地平社 1948年
- 銀座裏 和敬書店 1948年
- 嵐に斃れず 雄文社 1948年
- 今日われ欲情す 六興出版社 1949年
- 地獄から来た女 太虚堂書房 1948年 のち春陽文庫
- 霧 朝明書院 1948年
- 肉体の文学 朝明書院 1948年
- 南風薫るところ 少女小説 青々堂出版部 1948.8
- 刺青 鎌倉文庫 1949年
- 雁かへる 大日本雄弁会講談社 1949年
- 白夜行路 春陽堂 1949年
- 幸福のための秘密 東京書籍出版社 1949年
- 新粧五人女（大泉書店 1949年）
- 女学生群（東方社 1949年）
- 東京の門（読売新聞社 1949-50年）
- 真昼を生きる女 鷺ノ宮書房 1950年
- 肉塊 北米書房 1950年
- 夢去り夢来る 鷺ノ宮書房 1950年
- 転落の薔薇 東方社 1950年
- 人間夜色 ジープ社 1950年
- 東京夜曲 湊書房 1951年
- 情熱山河・都会の青草 大日本雄弁会講談社 1951年 (傑作長篇小説全集)
- 愛情火山 湊書房 1951年
- 女の復讐 湊書房 1951年
- 女豹の地図 湊書房 1951年
- 東京不夜城 湊書房 1952年
- 永遠にわれ愛す・私は戦後派ではない 大日本雄弁会講談社 1952（傑作長篇小説全集）
- 情婦の火 北辰堂 1952年
- 風の中の女たち 東方社 1953年
- 美しき暗礁 東方社 1953年
- 都会の虹 神正書房 1953年
- 抵抗する女たち 東方社 1953年
- 虹を呼ぶ人 東方社 1953年
- 泥んこ夫人 創世社 1954年
- 風のなかの都 北辰堂 1954年
- 白い望楼 山田書店 1954年
- 断崖の花々 大日本雄弁会講談社 1955年（ロマン・ブックス）
- 銀座慕情 鱒書房 1955年（コバルト新書）
- 田村泰次郎長篇小説選集 第1-9 東方社 1954年-1955年
- 幸福の座席 東方社 1956年
- 女の一生 大日本雄弁会講談社 1956年（ロマン・ブックス）
- 肉体の都 東方社 1956年
- 愛の歴史 大日本雄弁会講談社 1956年（ロマン・ブックス）
- 天使は生きている 東方新書 1956年
- 旅情 東都書房 1957年
- 人間の街パリ 大日本雄弁会講談社 1957年
- 地獄は薔薇で一ぱいだ 大日本雄弁会講談社 1957年（ロマン・ブックス）
- 切れ長の眼 和同出版社 1958年
- 若い裸像 文芸評論新社 1958年
- 斜面の女 小壷天書房 1958年
- 三平好日 光風社 1958年
- 不良女学生 和同出版社 1958年
- 戦場の顔 講談社 1958年
- 東京の秘密 講談社 1959年（ロマン・ブックス）
- 若い河 講談社 1959年（ロマン・ブックス）
- 肌の孤独 新潮社 1960年
- 群狼の街 講談社 1960年
- 奇妙な夜 講談社 1961年
- 東京のイヴ 東方社 1962年
- わが文壇青春記 新潮社 1963年
- 隠沼 講談社 1964年
- 女拓 中央公論社 1964年
- 暗い渇き 講談社 1965年
- 偽われる女体 日本文華社 1965年（文華新書）
- 蝗 (いなご)　新潮社 1964年
- 永遠にわれ愛す 東方社 1965年（イースト・ブックス）
- 愛の航跡 日本文華社 1966年（文華新書）
- 失われた男 講談社 1967年
- 深い傷のなかで 講談社 1968年
- 昨日の花々 泰流社 1979年7月
- 高知県昭和期小説名作集11　高知新聞社 1994年
- 田村泰次郎選集 全5巻 日本図書センター 2005年

## 映画

### 監督
- 日本を叱る シャッター0 1966年 しばた映画プロ

### 脚本
- 新女・女・女物語 1964年 フェニックス・フィルム

### 原作
- 大学の門 1948年 新東宝映画
- 肉体の門 1948年 吉本プロ＝大泉スタジオ
- 不良少女 1949年 東横
- 今日われ恋愛す 第一部 愛欲編 1949年 C・A・C
- 今日われ恋愛す 第二部 争闘篇 1949年 C・A・C
- 暁の脱走 1950年 新東宝
- 新粧五人女 1950年 東横
- 女学生群 1950年 東横
- 東京の門 1950年 東宝
- 肉体の暴風雨 1950年 東宝
- 女豹の地図 1951年 新東宝＝連合映画
- 愛の歴史 1955年 東京映画
- 不良女学生 1957年 東映東京
- 紅の拳銃 1961年 日活
- 肉体の門 1964年 日活
- 女体 1964年 東宝
- 春婦伝 1965年 日活
- 肉体の門 1977年 日活
- 肉体の門 1988年 東映京都
- 肉体の門（テレビドラマ、2008年、テレビ朝日系列）

### 出演
- 泥だらけの青春 1954年 日活 （ニューフェイス審査員役）